# Lucy Crown
Lucy Crown – powieść obyczajowa amerykańskiego autora Irwina Shawa, która wydana została w 1956 roku.

## Opis fabuły
Tytułowa Lucy Crown to przykładna żona dość dobrze prosperującego właściciela drukarni i matka 13-letniego Tony’ego. Jej mąż Oliver jest typem domowego tyrana o nienagannych manierach, a Lucy we wszystkim mu ulega. W czasie wakacji nad jeziorem Lucy przeżywa gorący romans z młodym studentem, Jeffem Bunnerem, zatrudnionym na kilka letnich tygodni jako „męskie towarzystwo” dla, nieco zbyt blisko trzymającego się matki, Tony’ego. Rówieśniczka chłopca, wczasowiczka, pyskata nastolatka informuje go o romansie matki, a kiedy on sam na własne oczy – podglądając przez okno – widzi zdradzającą matkę, dzwoni do ojca. Wówczas zaczyna też nienawidzić Lucy, gardzi nią.
Po kilku dniach Lucy stawia przed Oliverem ultimatum: albo ona odejdzie albo Tony wyjedzie do szkoły z internatem i nigdy nie wróci do domu, ona bowiem nie może poradzić sobie z pogardą i odrzuceniem w jego oczach. Stawiany dotąd niemalże na ołtarzu chłopiec, zostaje nagle pozbawiony domu i ciepła rodzinnego i wysłany do internatu, gdzie od czasu do czasu odwiedza go ojciec, sam, bez matki. Wiele świąt Tony spędza w domu dyrektora szkoły, nie ma przyjaciół, wyrasta na odludka i cynika. Lucy tymczasem stacza się. Po udowodnieniu samej sobie i wszystkim najbliższym, że ma moc decydowania o ważnych sprawach, zaczyna popełniać błędy. Jawnie spotyka się z kochankami, wykorzystując swą niezwykłą urodę. Jej małżeństwo z Oliverem wypala się.
Kiedy wybucha II wojna światowa, Oliver zaciąga się w szeregi armii i ginie w prowincjonalnej części Francji. Lucy wiele lat nie ma kontaktu z Tonym. Pracuje w międzynarodowej organizacji działającej na rzecz dzieci. Podczas jednej ze służbowych podróży, w Paryżu, przypadkowo spotyka Tony’ego. Odwiedza go w nędznym mieszkaniu, poznaje jego żonę Dorę, nieszczęśliwą z powodu częstych nieobecności męża, i trzyletniego synka Bobby’ego. Pojednanie matki z synem nie przychodzi łatwo – Tony nienawidzi jej bowiem jako atrakcyjnej kobiety, pożądanej przez wszystkich napotkanych mężczyzn. Wybacza jej dopiero, kiedy Lucy staje przed nim stara, opuszczona i bezradna.

## Analogia w literaturze
Podobny motyw – usunięcia dziecka z rodziny w sytuacji, kiedy jest ono epicentrum niewygodnych problemów, najczęściej powiązanych z seksem – znaleźć można w wielu utworach amerykańskich lat 50. XX wieku, w m.in. powieści We Were the Mulvaneys (1996) autorstwa Joyce Carol Oates.